# Фейетт (округ, Теннесси)
Округ Фейетт (англ. Fayette County) располагается в штате Теннесси, США. Официально образован в 1824 году. По состоянию на 2010 год, численность населения составляла 38 413 человек.

## География
По данным Бюро переписи США, общая площадь округа равняется 1828,542 км2, из которых 1823,362 км2 — суша, и 5,180 км2, или 0,240 % — это водоёмы.

## Население
По данным переписи населения 2000 года в округе проживает 28 806 жителей в составе 10 467 домашних хозяйств и 8017 семей. Плотность населения составляет 16,00 человек на км2. На территории округа насчитывается 11 214 жилых строений, при плотности застройки около 6-ти строений на км2. Расовый состав населения: белые — 62,48 %, афроамериканцы — 35,95 %, коренные американцы (индейцы) — 0,19 %, азиаты — 0,22 %, гавайцы — 0,01 %, представители других рас — 0,39 %, представители двух или более рас — 0,76 %. Испаноязычные составляли 1,03 % населения независимо от расы.
В составе 10 467,00 % из общего числа домашних хозяйств проживают дети в возрасте до 18 лет, 18,00 % домашних хозяйств представляют собой супружеские пары, проживающие вместе, 58,50 % домашних хозяйств представляют собой одиноких женщин без супруга, 14,00 % домашних хозяйств не имеют отношения к семьям, 20,50 % домашних хозяйств состоят из одного человека, 8,60 % домашних хозяйств состоят из престарелых (65 лет и старше), проживающих в одиночестве. Средний размер домашнего хозяйства составляет 2,71 человека, и средний размер семьи — 3,14 человека.
Возрастной состав округа: 25,70 % — моложе 18 лет, 8,20 % — от 18 до 24, 27,40 % — от 25 до 44, 25,60 % — от 45 до 64, и 25,60 % — от 65 и старше. Средний возраст жителя округа — 38 лет. На каждые 100 женщин приходится 96,50 мужчин. На каждые 100 женщин старше 18 лет приходится 92,20 мужчин.
Средний доход на домохозяйство в округе составлял 40 279 USD, на семью — 46 283 USD. Среднестатистический заработок мужчины был 33 603 USD против 24 690 USD для женщины. Доход на душу населения составлял 17 969 USD. Около 10,90 % семей и 14,30 % общего населения находились ниже черты бедности, в том числе — 18,40 % молодежи (тех, кому ещё не исполнилось 18 лет) и 18,00 % тех, кому было уже больше 65 лет.